# Wolfgang Thonke

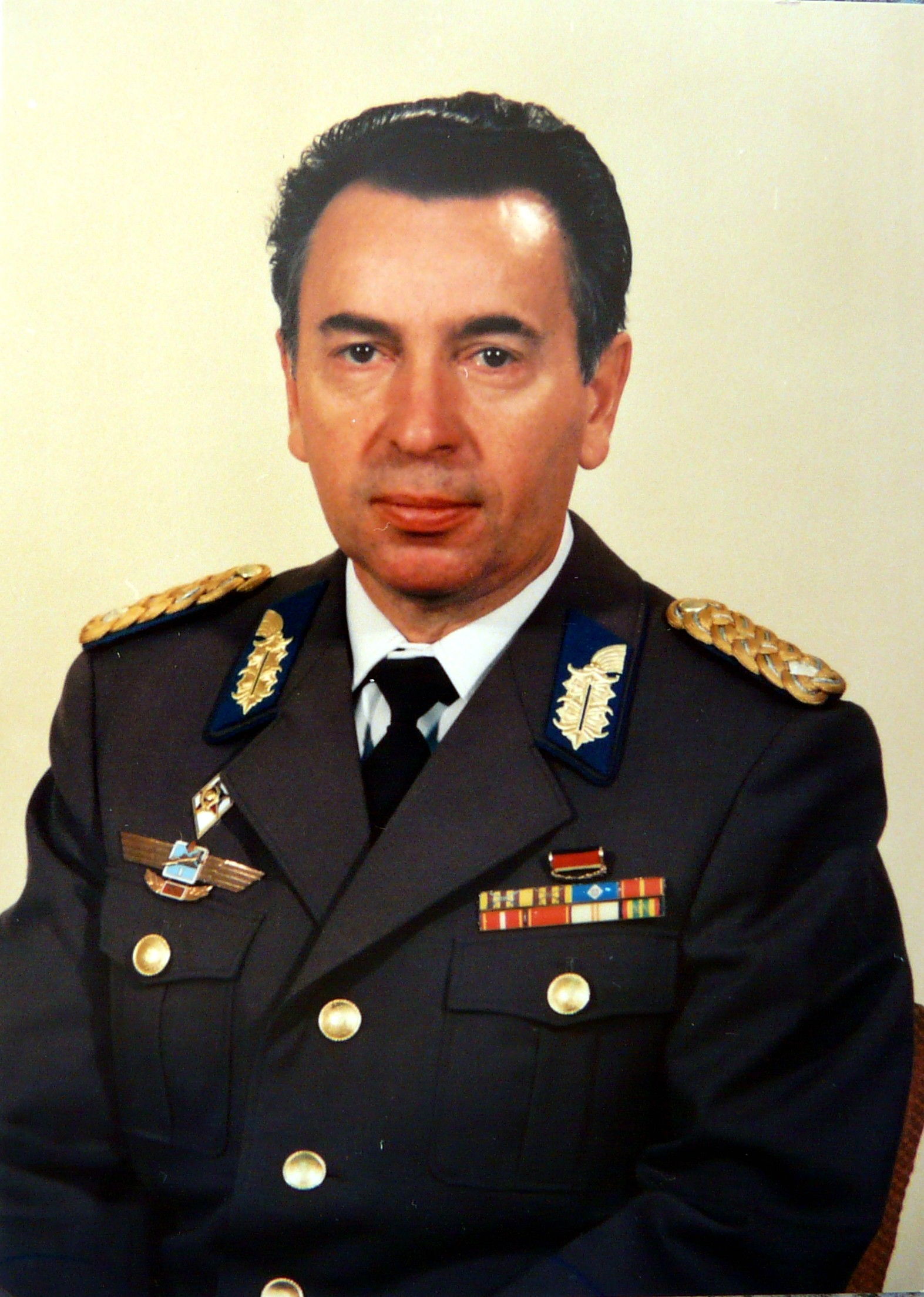
Wolfgang Thonke (1990)

Wolfgang Thonke (* 28. Dezember 1938 in Schneidemühl; † 22. Januar 2019 in Strausberg) war ein Generalmajor der Nationalen Volksarmee der DDR. Er war der letzte Stellvertreter des Chefs der Luftstreitkräfte/Luftverteidigung für Ausbildung der Luftstreitkräfte.

## Leben
Wolfgang Thonke wurde als Sohn einer Arbeiterfamilie in Schneidemühl (Grenzmark Posen-Westpreußen) geboren. Im Januar 1945 flüchtete die Familie und fand in Rüstungen im Eichsfeld ein neues Zuhause. 1950 siedelte sie nach Heiligenstadt über. Dort besuchte Thonke die Oberschule, das heutige Gymnasium „Johann Georg Lingemann“ und legte hier 1957 das Abitur ab.

### Militärische Laufbahn
Nach dem Abitur bewarb sich Thonke als Berufssoldat der bewaffneten Organe der DDR. 1957 wurde er zur Nationalen Volksarmee einberufen und zur Offiziersausbildung an die damalige Fliegerschule der NVA in Kamenz kommandiert. 1957 wurde Thonke Kandidat und 1959 Mitglied der SED.

### Ausbildung und erste Verwendungen
Nach Abschluss der Offiziersausbildung im Dezember 1959 und der Ernennung zum Offizier wurde Unterleutnant Thonke Fluglehrer im damaligen Jagdfliegerausbildungsgeschwader 15 (JAG-15). Von 1961 bis 1964 wurde er „Leiter Lufttaktik/Luftschießen“ ebenfalls im JAG-15 am Flugplatz Rothenburg/Görlitz. 1962 wurde er zum Oberleutnant befördert.

### Dienst als Lehr- und Stabsoffizier
Beförderungen
- 5. Aug. 1957 Offiziersschüler
- 1. Dez. 1959 Unterleutnant (Ernennung)
- 1. Nov. 1960 Leutnant
- 7. Okt. 1962 Oberleutnant
- 7. Okt. 1965 Hauptmann
- 1. Mrz. 1969 Major
- 1. Mrz. 1973 Oberstleutnant
- 1. Mrz. 1978 Oberst
- 7. Okt. 1987 Generalmajor (Ernennung)

1965 bis 1968 war Thonke „Leiter Gefechtsausbildung“ an der Offiziershochschule der Luftstreitkräfte/Luftverteidigung Franz Mehring in Kamenz. Dann wurde er bis 1970 Stellvertreter des Kommandeurs der Offiziersschule der LSK/LV für fliegerische Ausbildung.
Von 1970 bis 1973 wurde er zum Hochschulstudium an die Militärakademie „Friedrich Engels“ nach Dresden delegiert. Hier schloss er das Studium an der Sektion Luftstreitkräfte/Luftverteidigung als Diplom-Militärwissenschaftler ab. Nach dem Studium wurde er von 1973 bis 1975 als Kommandeur des Jagdfliegergeschwaders 1 (JG-1) in Cottbus eingesetzt.
Im Anschluss daran wurde er von 1975 bis 1977 zur Generalstabsausbildung an die Generalstabsakademie der UdSSR in Moskau delegiert. Nach erfolgreichem Studium wurde Thonke als „Abteilungsleiter Fluginspektion“ im Kommando Luftstreitkräfte/Luftverteidigung (LSK/LV) eingesetzt. Dort war er bis 1981 „Leiter  Ausbildung JFK/LV“. Danach avancierte er zum Chef der Jagdfliegerkräfte im Kommando LSK/LV. Er war Flugzeugführer/Jagdflieger der Leistungsklasse I mit mehr als 1500 Flugstunden.

### Dienst als General
1986 wurde Oberst Thonke die Aufgabe übertragen, die Offiziershochschule der Luftstreitkräfte/Luftverteidigung für Militärflieger in Bautzen aufzubauen und wurde ihr erster Kommandeur.
1987 wurde er zum Generalmajor ernannt. 1989 promovierte er an der Militärakademie „Friedrich Engels“ zum Doktor der Militärwissenschaft (Dr. rer. mil.). 1990 wurde Thonke „Stellvertreter des Chefs LSK/LV für Ausbildung der Luftstreitkräfte“ im Kommando LSK/LV in Strausberg.

### Entlassung
Mit Auflösung der NVA wurde Thonke mit Wirkung zum 2. Oktober 1990 entlassen.

## Privat
Wolfgang Thonke arbeitete ab 1990 als freier Journalist und war Mitglied des Fliegerstammtischs Strausberg. Am 1. März 2019 fand er in der Familiengrabstätte auf dem Friedhof der Kirchengemeinde St. Marien zu Strausberg die letzte Ruhe. Thonke hinterließ seine Ehefrau Karin und drei Kinder.

## Auszeichnungen
- Kampforden „Für Verdienste um Volk und Vaterland“ in  Silber und Bronze
- Verdienter Militärflieger der Deutschen Demokratischen Republik (1982)
- Verdienstmedaille der Nationalen Volksarmee in Gold, Silber und Bronze
- Medaille der Waffenbrüderschaft in Silber
- Medaille „Festigung der Waffenbrüderschaft“
- Medaille für treue Dienste in der NVA